# Poa markgrafii
Poa markgrafii är en gräsart som beskrevs av H.Hartmann. Poa markgrafii ingår i släktet gröen, och familjen gräs. Inga underarter finns listade i Catalogue of Life.